# Cala Ronyosa
La cala Ronyosa és una platja natural del municipi de Vandellós i l'Hospitalet de l'Infant (Baix Camp) situada al sud de la central nuclear de Vandellòs i al nord de la platja de l'Almadrava. Té una longitud de 739 metres i una amplada mitjana de 30 metres, formada per sorra, grava i còdols. En el rereplatja es formen dunes rampants.